# 잉어 더 브라윈
잉어 더 브라윈(네덜란드어: Inge de Bruijn, 1973년 8월 24일 ~ )은 네덜란드의 수영 선수이며, 4회 올림픽 금메달리스트이자 전 세계 기록 보유자였다.
자위트홀란트주 바렌드레흐트에서 태어난 더브라윈은 수영 시작 전에 몇몇의 스포츠를 시도하였다.
1991년 1월 세계 수영 선수권 대회에 데뷔하여 400m 자유형 계주에서 동메달을 따고 그해의 8월에 열린 유럽 LC 수영 선수권 대회에서 그 종목을 우승하였다.
이듬해 바르셀로나 올림픽에서 올림픽 데뷔를 한 더브라윈은 100m 자유형과 400m 자유형 계주에서 8위를 하였다. 1999년 유럽 선수권 대회에서 50m 자유형을 우승하였고, 2000년 시드니 올림픽에서 그 종목과 100m 자유형, 100m 접영에서 세계 기록들을 세워 3개의 금메달을 획득하였다. 400m 자유형 계주에서 은메달을 따기도 한 그녀는 "무적의 잉키"라는 별명이 붙었다.
그녀는 2000년과 2001년 두번이나 스위밍 월드 잡지에 의하여 "올해의 여성 세계 수영 선수"로 임명되었다.
2001년 세계 수영 선수권 대회에서 3개의 타이틀 (50m, 100m 자유형, 50m 접영)을 우승하고, 2년 후에는 자신의 50m 자유형과 접영 타이틀을 유지하였다.
2004년 아테네 올림픽에서는 50m 자유형 2연승을 하였고, 1개의 은메달(100m 자유형), 2개의 동메달(100m 접영, 400m 자유형 계주)를 획득하기도 하였다.
올림픽 금메달 4개, 은메달 2개, 동메달 2개로 네덜란드 올림픽 선수 사상 최고의 선수이다.
2007년 3월 은퇴를 선언하였다.

## 같이 보기
- 올림픽 다관왕 목록
- 수영 자유형 50m 세계 기록 추이
- 수영 자유형 100m 세계 기록 추이